# Zombie Studios
Pour les articles homonymes, voir Zombie.

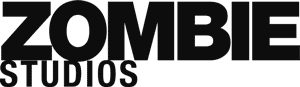

Zombie Studios est un studio de développement américain indépendant de jeux vidéo. Il fut formé en 1994 à Seattle par Joanna Alexander et Mark Long, d'anciens employés du Sarnoff Research Center.
Alexander et Long fondent le studio après avoir terminé la conception d'une console de jeu de réalité virtuelle pour Hasbro à Sarnoff en 1993. Depuis, Zombie Studios a conçu et réalisé plus d'une trentaine de titres distribués à travers le monde sur pratiquement toutes les plates-formes de jeu vidéo. De 1999 à 2004, la société était connue en tant que Zombie Inc..
Le studio ferme ses portes début 2015 à l'annonce de la retraite de ses fondateurs.
Une partie des désormais ex-salariés du studio décident de poursuivre l'aventure en fondant Builder Box, placé sous la direction d'Andy Kipling et de Russell Nelson qui,  œuvraient alors en tant que directeur de la production et directeur technique de Zombie Studios. La nouvelle société parvient par la suite à récupérer l'intégralité des droits de Blacklight Retribution.

## Jeux développés
- Ice and Fire (1995)
- Locus (1995)
- Zork Nemesis (1996)
- ZPC (1996)
- Spearhead (1998)
- Spec Ops: Rangers Lead the Way (1998)
- Spec Ops: Ranger Team Bravo (1998)
- Body Glove's Bluewater Hunter (1999)
- Spec Ops II: Green Berets (1999)
- Tom Clancy's Rainbow Six: Covert Operations Essentials (2000) (extension pour Rainbow Six: Rogue Spear)
- Alcatraz: Prison Escape (2001)
- Atlantide l'Empire perdu (2001)
- Atlantide l'Empire perdu : L'Epreuve du feu (2001)
- Delta Force: Task Force Dagger (2002)
- Super Bubble Pop (2002)
- Shadow Ops: Red Mercury (2004)
- Saw (2009)
- Blacklight: Tango Down (2010)
- Saw II: Flesh and Blood (2010)
- Blackwater (2011)
- Blacklight: Retribution (2012)
- Frogger: Hyper Arcade Edition (2012)
- Special Forces: Team X (2012)
- Teenage Mutant Ninja Turtles: Way of the Warrior
- Daylight (2014)

## Adaptations de Comics en jeux
- Blacklight (Fox Atomic Comics)
- Shrapnel (Radical Comics)